# Platylabus pulcher
Platylabus pulcher là một loài tò vò trong họ Ichneumonidae.